# دایمیو

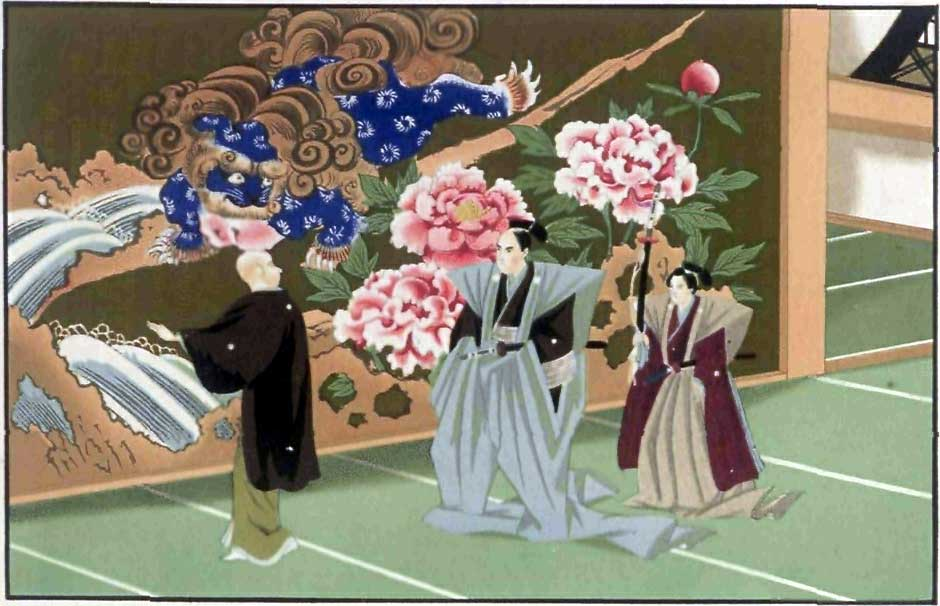
یک «دای‌میو» در دیداری رسمی (۱۸۶۰)

دایمیو،大名 (daimyō تلفظ ژاپنی: [daimʲo:] ()) لقب و عنوانی کلی است که برای اشاره به اربابان و زمین‌داران بزرگ در دوران پیشامدرن ژاپن به کار برده می‌شد. دای‌میوها از زمین‌های پهناور و موروثی خود، بر بیشتر سرزمین‌های کشور حکم می‌راندند. دای‌میو از ترکیب دو واژه دای（大）به معنای بزرگ و میو (مخفف 名田 میودن به معنای ملک شخصی) تشکیل شده‌است. گاه شوگون یا نایب پادشاه از میان همین امیران رزم‌آور منطقه‌ای انتخاب می‌شد. دای‌میوها پس از شوگون‌ها، قدرتمندترین حاکمان ژاپن فئودالی از قرن دهم تا قرن نوزدهم بودند.

نقشهٔ ژاپن و ایالت‌های حکمرانی دایمیوهای ژاپن در سال ۱۵۷۰ میلادی
- از بالا، خاندان نانبو (南部)، دایمیوی منطقه‌ای که با رنگ زرد مشخص شده و امروزه استان آئوموری در آن واقع شده است.
- خاندان موگامی (最上)، دایمیوی منطقهٔ کوچکی که با رنگ بنفش مشخص شده و امروزه استان فوکوشیما در آن واقع شده است.
- خاندان داته (伊達)، دایمیوی منطقهٔ کوچکی که با رنگ نارنجی مشخص شده و امروزه استان آکیتا در آن واقع شده است.
- خاندان ساتاکه (佐竹)، دایمیوی منطقهٔ کوچکی که با رنگ زرد مشخص شده و امروزه استان ایباراکی در آن واقع شده است.
- خاندان آشینا (ژاپن) (蘆名)، دایمیوی منطقه‌ای که با رنگ آبی مشخص شده و امروزه قسمتی از استان فوکوشیما در آن واقع شده است.
- خاندان هوجو (北条)، دایمیوی منطقه‌ای که با رنگ نارنجی مشخص شده و امروزه توکیو در آن واقع شده‌است.
- خاندان تاکدا (武田)، دایمیوی منطقه‌ای که با رنگ بنفش مشخص شده و و امروزه استان یاماناشی در آن واقع شده است.
- خاندان اوئسوگی (上杉)، دایمیوی منطقه‌ای که با رنگ سبز مشخص شده و امروزه استان نییگاتا در آن واقع شده است.
- خاندان آساکورا (朝倉)، دایمیوی منطقه‌ای که با رنگ آبی مشخص شده و امروزه استان فوکوئی در آن واقع شده است.
- خاندان آزای (浅井)، دایمیوی منطقهٔ کوچکی که با رنگ نارنجی مشخص شده و امروزه استان شیگا در آن واقع شده است.
- خاندان اودا (織田)، دایمیوی منطقه‌ای که با رنگ صورتی مشخص شده و پایتخت آن دوران کیوتو را دربرگرفته است.
- خاندان توکوگاوا (徳川)، دایمیوی منطقه‌ای که با رنگ زرد مشخص شده و امروزه استان شیزوئوکا در آن واقع شده است.
- خاندان میوشی (三好)، دایمیوی منطقه‌ای سه قسمتی که با رنگ بنفش مشخص شده و امروزه استان توکوشیما در آن واقع شده است.
- خاندان چوسوکابه (長宗我部)، دایمیوی منطقه‌ای که با رنگ سبز مشخص شده و امروزه استان کوچی در آن واقع شده است.
- خاندان آماگو (尼子)، دایمیوی منطقه‌ای که با رنگ سبز مشخص شده و امروزه استان شیمانه در آن واقع شده است.
- خاندان موری (毛利)، دایمیوی منطقهٔ بزرگی که با رنگ زرد مشخص شده و امروزه استان هیروشیما و استان ناگازاکی، استان یاماگوچی، استان اوکایاما در آن واقع شده است.
- خاندان ریوزوجی (龍造寺)، دایمیوی منطقه‌ای که با رنگ سبز مشخص شده و امروزه استان ساگا در آن واقع شده است.
- خاندان اوتومو (大友)، دایمیوی منطقهٔ بزرگی در جنوب که با رنگ نارنجی مشخص شده و امروزه استان فوکوئوکا و استان اویتا در آن واقع شده‌است.
- خاندان شیمازو (島津)، دایمیوی منطقه‌ای که با رنگ بنفش مشخص شده و امروزه استان کوماموتو و استان میازاکی در آن واقع شده است.